# Адамівка (Первомайський район)
Ада́мівка — село в Україні, у Врадіївській селищній громаді Первомайського району Миколаївської області. Населення становить 598 осіб. Село було засноване в 1923 році вихідцями з Врадіївки.

## Географія

### Клімат
| Клімат Адамівки           | Клімат Адамівки | Клімат Адамівки | Клімат Адамівки | Клімат Адамівки | Клімат Адамівки | Клімат Адамівки | Клімат Адамівки | Клімат Адамівки | Клімат Адамівки | Клімат Адамівки | Клімат Адамівки | Клімат Адамівки | Клімат Адамівки |
| Показник                  | Січ.            | Лют.            | Бер.            | Квіт.           | Трав.           | Черв.           | Лип.            | Серп.           | Вер.            | Жовт.           | Лист.           | Груд.           | Рік             |
| Середній максимум, °C     | −1,5            | −0,6            | 3,8             | 12,8            | 19,5            | 23,9            | 26,0            | 25,3            | 19,9            | 13,0            | 5,7             | 1,2             | 12              |
| Середня температура, °C   | −4,3            | −3,5            | 0,6             | 8,6             | 14,8            | 19,1            | 21,0            | 20,2            | 15,0            | 8,9             | 2,8             | −1,4            | 8               |
| Середній мінімум, °C      | −7,1            | −6,3            | −2,6            | 4,4             | 10,2            | 14,3            | 16,1            | 15,1            | 10,2            | 4,8             | 0,0             | −3,9            | 4               |
| Норма опадів, мм          | 39              | 40              | 32              | 35              | 50              | 65              | 67              | 45              | 36              | 28              | 41              | 40              | 518             |
| ------------------------- | --------------- | --------------- | --------------- | --------------- | --------------- | --------------- | --------------- | --------------- | --------------- | --------------- | --------------- | --------------- | --------------- |
| Джерело: climate-data.org |                 |                 |                 |                 |                 |                 |                 |                 |                 |                 |                 |                 |                 |

## Населення
Згідно з переписом УРСР 1989 року чисельність наявного населення села становила 568 осіб, з яких 268 чоловіків та 300 жінок.
За переписом населення України 2001 року в селі мешкали 593 особи.

### Мова
Розподіл населення за рідною мовою за даними перепису 2001 року:
| Мова       | Відсоток |
| ---------- | -------- |
| українська | 94,82 %  |
| російська  | 2,68 %   |
| молдовська | 2,17 %   |
| інші       | 0,33 %   |

## Відомі люди
В Адамівці мешкає династія народних умільців Нагурних: тато Микола Миколайович, син Олександр, доньки Таня та Люба. Займаються декоративним розписом, гончарством, виготовленням керамічної іграшки. Учасники виставок й фестивалів районного, обласного, всеукраїнського та міжнародного рівнів.